# Русская эмиграция пятой волны
Ру́сская эмигра́ция пятой волны́ (также путинская эмиграция, иногда «путинский исход», англ. Putin Exodus) — эмиграция из России в период правления Владимира Путина. Исследователи отсчитывают пятую волну либо с 2000-х годов, когда качественно изменился состав эмигрантов и Россию начали покидать образованные, перспективные люди; либо с массовых протестов начала 2010-х, возвращения Путина в кресло президента и установления репрессивного авторитарного режима. В 2022 году после вторжения в Украину и мобилизации Россия прошла через два пика эмиграции, которые стали крупнейшими в современной истории страны. По состоянию на 2020 год, по данным ООН, по числу эмигрантов в абсолютных числах Россия занимает 3-е место в мире (10,65 млн чел. или 6,8 % населения) после Индии (17,79 млн чел. или 1,3 % населения) и Мексики (11,07 млн чел. или 7,9 % населения). По состоянию на 2021 год, по оценкам ООН, за границей проживает более 10 миллионов выходцев из России (см. Русская диаспора); это третий по величине показатель в мире после индийской и мексиканской диаспор.

## До 2022 года

### Предыстория
В истории России XX века принято выделять 4 крупные волны эмиграции: белую эмиграцию в период Гражданской войны и 1920-х годов (по разным оценкам, от 1,4 до 2,9 млн человек); невозвращенцев в СССР после Второй мировой войны (0,5—1,5 млн); эмиграцию советских евреев, немцев и др. народов в 1960-х — 1980-х годах (около 576 тысяч); а также массовую эмиграцию из России после распада СССР (только в США, Канаду, Израиль, Германию и Финляндию в 1992—1999 годах — 805 тыс., общая численность оценивается до 2,5 млн). Некоторые исследователи считают отдельной волной еврейскую эмиграцию 1881—1914 годов, вызванную погромами, политическими и религиозными притеснениями (1,9 млн, одна из крупнейших в истории волн эмиграции в США).
Эмиграция 1990-х годов началась с этнической и репатриационной, но во второй половине десятилетия приобрела выраженный экономический характер. Страны Запада охотно предоставляли жителям бывшего СССР статус беженца, поддерживали отъезд квалифицированных специалистов разнообразными грантами и программами помощи. К 2000-м годам эти привилегии были отменены, что привело к общему сокращению эмиграционного потока, но появились новые критерии отбора.

### Определение
Пятая волна российской эмиграции приходится на период правления Владимира Путина, но вопрос её границ остаётся дискуссионным. Одни эксперты отсчитывают путинскую эмиграцию с начала 2010-х, когда число покидающих Россию резко выросло после подавления массовых протестов против фальсификации выборов, возвращения Путина на пост президента в 2012 году, репрессий, экономического застоя и т. д. Другие считают началом волны первые путинские сроки, когда на фоне сокращния эмиграционного потока в нём произошли качественные изменения, сохранившиеся в дальнейшем: заметно выросло число образованных и высокооплачиваемых специалистов, впервые за постсоветский период появились диссиденты и политэмигранты. В этом случае путинский исход делят на период 2000-х годов, связанный с экономическими мотивами, и эмиграцию после 2012 года, обусловленную комплексом культурных, политических и экономических факторов.

### Причины
Если эмиграция 2000-х годов носила преимущественно экономический характер, то вторая половина путинского исхода основана на более сложном комплексе причин: культурно-этических (неприятие милитаризации, бытового расизма, гомофобии, недовольство деградацией системы образования и общественных институтов), экономических (стагнация экономики, коррупция и незащищённость бизнеса — при выраженном росте возможностей для удалённой занятости), политических (третий президентский срок Путина, репрессии, произвол силовиков, сокращение прав и свобод, изоляция России). Журналист Bloomberg Леонид Бершидский характеризовал этот период как «эмиграции разочарования» путинской эпохи.

### Характеристика
Эмиграция пятой волны имеет ряд характерных особенностей, которые отличают её от четвёртой (постсоветской) волны: это молодость, высокий уровень образования и экономическая состоятельность (и как следствие, высокий адаптационный потенциал), ориентация на западные ценности. Для уехавших после 2012 года — интерес к российской политике и статистически значимое желание вернуться в Россию после смены режима (18% против 8% у периода 2000-х годов).
- Джон Хёрбст и Сергей Ерофеев в докладе «Путинский исход: новая утечка мозгов», опубликованном Атлантическим советом в 2019 году, указывали на молодость новой российской эмиграции. В интервью и фокус-группах, проведённых ими в крупных эмигрантских хабах, в основном участвовали люди 25—44 лет[11].
- Эмигранты второй половины пятой волны отличаются высокой образованностью — выше среднего показателя по России, а также в сравнении с мировыми миграционными потоками[11]. 41 участник исследования Хёрбста и Ерофеева получили образование в области общественных наук, 23% — гуманитарных, 20% — естественных, 19% — точных, а 9% обучались в сфере искусства[6].
- Значительная часть эмигрантов пятой волны имели относительно высокооплачиваемую занятость (58% участников исследования, лежащего в основе доклада «Путинский исход», утверждали, что зарабатывали достаточно для комфортной жизни в России)[6]. По характеру занятости, уровню доходов и потребления (в т.ч. культурного) эмигранты пятой волны скорее принадлежат к типичному среднему классу[11].
- Пятая волна представлена людьми разных политических взглядов, преимущественно либеральных. В целом они придерживаются западных ценностей, со скепсисом относятся к идее «особого пути» России, видят Россию будущего «нормальной страной» с политическими правами и экономическими свободами, современными культурными ценностями (сравнивая её с Чехией, странами Балтии или Украиной).
- Эмигранты пятой волны не испытывают ностальгии по СССР, а 1990-е годы воспринимают как время свобод и возможностей, а не только экономических потрясений[10].
- Эмигранты пятой волны не формируют диаспоры и не присоединяются к ним[6]. К более ранним волнам новые эмигранты (особенно, уехавшие в 2010-х годах) относятся с недоверием, воспринимая их как носителей антизападных, крайне консервативных, националистических взглядов, легко попадающих под влияние российской пропаганды и неоимпериалистических идей[10].
- Направления эмиграции пятой волны включают как привычные США, Канаду, Германию и Испанию, так и страны Юго-Восточной Азии, Латинской Америки, Новую Зеландию и т. д.[6]

### Численность
Исследователи пятой волны эмиграции подчёркивали сложность определения её реального масштаба из-за отсутствия в России эффективной системы статистического учёта. Росстат использует данные МВД, которое учитывает снятие с регистрационного учёта, не проводя различие между российским гражданами и иностранцами (например, работающими в России гражданами постсоветских стран). ФМС и Минтруд учитывают только россиян, которые переехали через фирмы, имеющие лицензию на трудоустройство за рубежом, из-за чего большая часть данных по трудовой миграции прихродится на российских моряков, работающих на российских судах под флагами других стран. МИД фиксирует эмиграцию на основе регистрации в российских консульских учреждениях для получения услуг или документов. Наконец, Пенсионный фонд учитывает только граждан, оформивших получение пенсии за рубежом
Более точным источником информации о российской эмиграции выступает национальная статистика стран-рецепиентов, а также агрегированные данные Отдела народонаселения ООН и Организации экономического сотрудничества и развития. Показатели, которые публикуют иностранные ведомства, как правило, значительно превышают данные Росстата. Так в 2013—2014 годах цифры Росстата по эмиграции в Испанию были занижены в 22 раза, во Францию — в 14 раз, в Германию — в 8 раз, в США — в 5—7 раз. Комитет гражданских инициатив (КГИ) Алексея Кудрина в докладе «Эмиграция из России в конце XX – начале XXI века» 2016 года считал необходимым корректировать российские официальные данные в 3—4 раза в сторону увеличения.
В условиях ограниченного количества и качества данных оценки численности эмиграции пятой волны варьировались. В ходе дискуссии на «Радио Свобода» социолог Александр Гребенюк со ссылкой на статистику стран-рецепиентов говорил о 100 тысячах эмигрантов из России ежегодно, КГИ оценивал исход из России в 120—150 тысяч человек каждый год, авторы доклада «Путинский исход: новая утечка мозгов» писали о 1,6—2 млн человек, которые уехали только в страны Запада в 2000—2019 годах.

## После вторжения России на Украину (с 2022)
Российское вторжение в Украину 24 февраля 2022 года спровоцировало масштабный исход, сопоставимый только с белой эмиграцией. Первый пик пришёлся на февраль—март, второй — на сентябрь—октябрь , после объявления мобилизации. Основными направлениями стали страны Средней Азии (прежде всего Казахстан) и Южного Кавказа (Армения, Грузия), а также Турция, Черногория, Сербия и Монголия, куда россияне могли выехать по национальному паспорту или без визы. Многие в дальнейшем меняли страны пребывания, некоторые — неоднократно.
Некоммерческая организация OK Russians на основе опросов более 2000 человек в феврале-марте сообщала, что средний возраст уехавших составил 30—45 лет. Социолог Маргарита Завадская также называла медианный возраст эмигрантов в 32 года (против 46 по России). ⅔ опрошенных не планировали эмиграцию, но уехали из-за страха закрытия границ, объявления военного положения и мобилизации, из-за принципиального несогласия с военной агрессией против Украины, а также из-за отсутствия перспектив в России. Демограф Юлия Флоринская прогнозировала усугубление проблемы утечки мозгов: если прежде высшее образование было у 40—50% эмигрантов, то после начала вторжения — у 80—90%.
Только в феврале—июне, по разным оценкам, Россию покинули от 150 до 776 тысяч человек, что стало крупнейшей волной эмиграции в XXI веке. Более 45% эмигрантов ранее работали в сфере информационных технологий, по 15% пришлось на культурную сферу, преподавание, науку и офисную занятость, 8% — журналисты. Среди эмигрировавших в первом полугодии 2022 года около четверти имели средний или высокий достаток (против 4% в России). Frankfurter Allgemeine Zeitung со ссылкой на источники в руководстве европейских стран сообщал о 400 тысячах человек, уехавших из России из-за мобилизации, а источники российского Forbes называли оценки от 600 тысяч до 1 млн человек за первые две недели.
Характерной особенностью эмиграции, которая началась после февраля 2022 года, стали контактность и взаимное доверие уехавших, взаимопомощь и самоорганизация. Как и эмигранты 2012—2021 годов, представители антивоенной волны в основном политизированы, ожидают смены власти и рассматривают возможность вернуться в Россию после падения режима Владимира Путина или его смерти.